# Notholaena marantae
Notholaena marantae is een zeldzame rotsvaren uit de lintvarenfamilie (Pteridaceae), afkomstig uit het Middellandse Zeegebied, Zuidwest-Azië, Noord-Afrika en Macaronesië.

## Naamgeving enetymologie
- Synoniemen: Cheilanthes marantae (L.) Domin (1914), Acrostichum marantae L. (1753)
- Duits: Schuppenfarn, Marantas Pelzfarn
- Spaans: Doradilla acanalada

De botanische naam Notholaena is een samenstelling van Oudgrieks νόθος, nothos (vals) en χλαῖνα, chlaina (mantel), naar de met een pseudo-indusium bedekte sporenhoopjes. De soortaanduiding marantae is een eerbetoon aan Bartolomeo Maranta (1500–1571), een Italiaanse botanicus.

## Kenmerken
Notholaena marantae is een kleine varen met een korte, kruipende rizoom en in losse tot compacte bundels geplaatste bladen, met een bruine bladsteel, even lang of iets langer dan de bladschijf. De bladschijf is ovaal tot small driehoekig, dubbel geveerd, met tot twintig paar deelblaadjes, lederachtig, aan de bovenzijde groen en onbehaard, aan de onderzijde bezet met aanvankelijk lichtbruine, later roodbruine schubben.
De sporenhoopjes staan langs de rand van de blaadjes aan de uiteinden van de nerven en worden beschermd door de over de ganse lengte omgekrulde bladranden, zogenaamde pseudo-indusia, die smal en weinig uitgesproken zijn.

## Habitaten verspreiding
Notholaena marantae is een lithofytische varen die een voorkeur heeft voor warme en zonnige rotsspleten in kwartsiet, zandsteen of leisteen.
Hij komt voor in het Middellandse Zeegebied, Zuidoost-Europa, Zuidwest-Azië, Ethiopië en in Macaronesië, de eilandengroep die de Canarische Eilanden, Madeira, de Azoren en de Kaapverdische Eilanden omvat, maar is overal zeldzaam.